# Mämmiluoto
Mämmiluoto är en ö i Finland. Den ligger i Skärgårdshavet och i kommunen Tövsala i den ekonomiska regionen  Nystadsregionen i landskapet Egentliga Finland, i den sydvästra delen av landet. Ön ligger omkring 34 kilometer väster om Åbo och omkring 180 kilometer väster om Helsingfors.
Öns area är 13,1 hektar och dess största längd är 490 meter i nord-sydlig riktning. Ön höjer sig omkring 20 meter över havsytan.